# Walter Lassally
Walter Lassally (Berlino, 18 dicembre 1926 – La Canea, 23 ottobre 2017) è stato un direttore della fotografia tedesco.
Ha vinto l'Oscar alla migliore fotografia nel 1965 per il film Zorba il greco.

## Filmografia parziale
- Sapore di miele (A Taste of Honey), regia di Tony Richardson (1961)
- Zorba il greco (Alexis Zorbas), regia di Michael Cacoyannis (1964)
- Il giorno in cui i pesci uscirono dal mare (The Day the Fish Came Out), regia di Mihalis Kakogiannis (1967)
- Il prezzo della vita (Der Preis fürs Überleben), regia di Hans Noever (1980)